# Electronic Entertainment Expo 2006

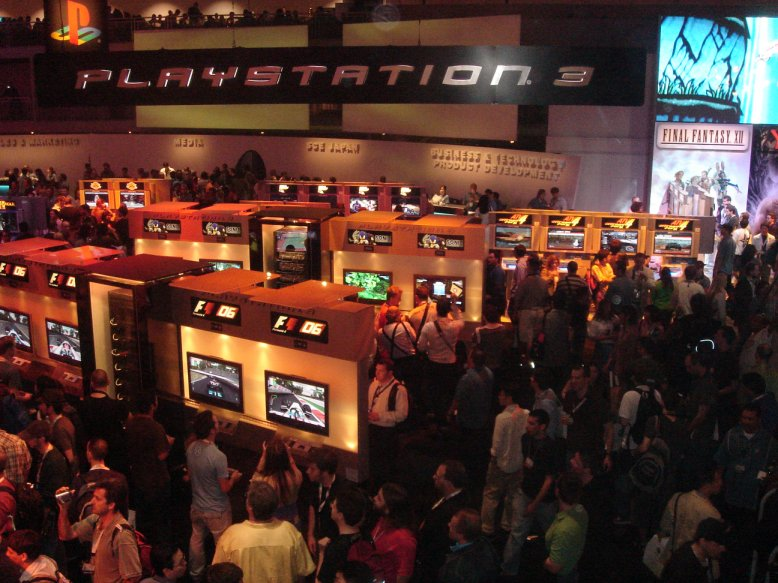
Le stand de Sony à l'E3 2006

L’Electronic Entertainment Expo 2006, communément appelé E3 2006, est la 12e édition de l'Electronic Entertainment Expo consacré aux jeux vidéo. Il s'est tenu du 9 au 12 mai au Los Angeles Convention Center (LACC) à Los Angeles.

## Évènements marquants

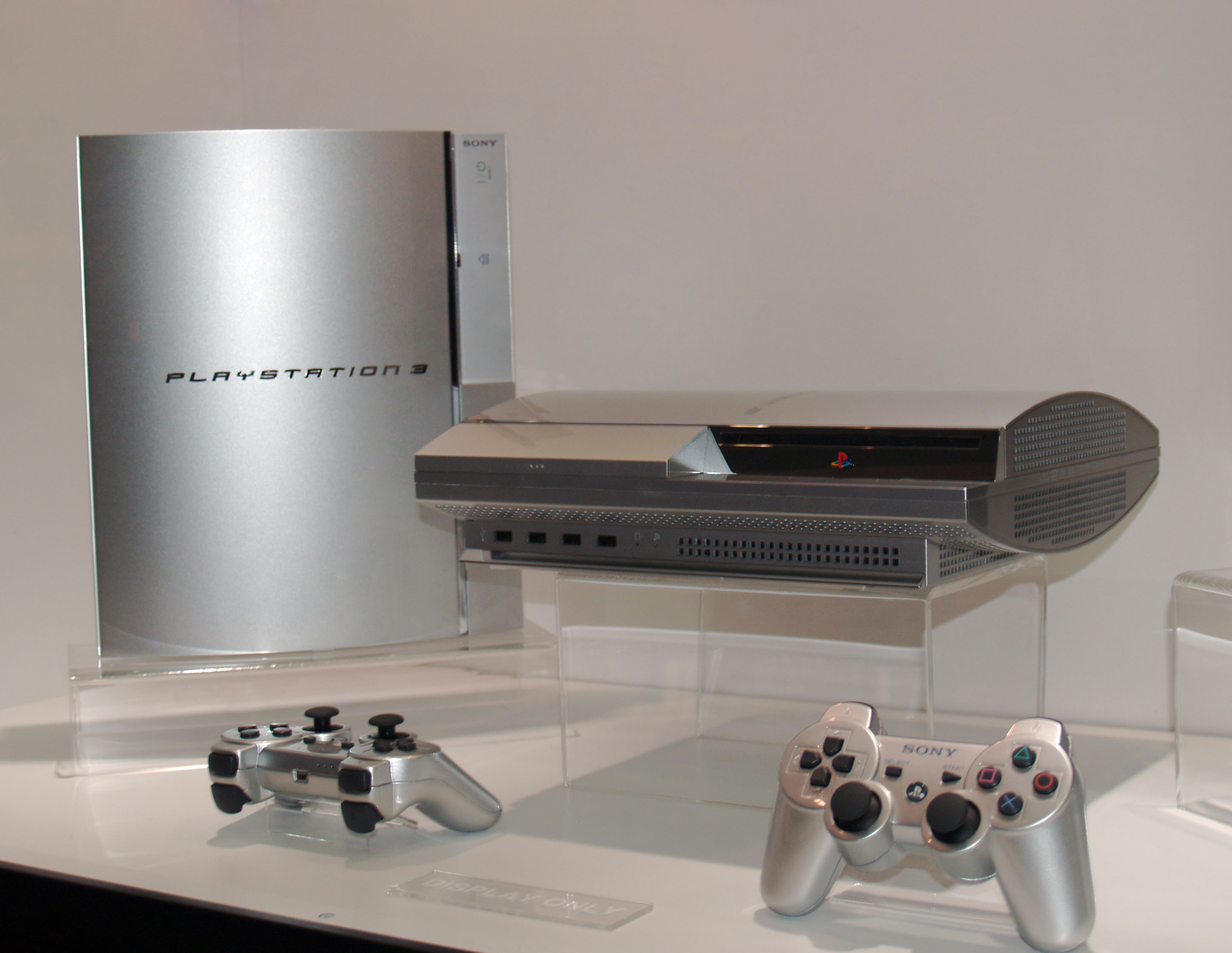
Présentation de la PS3 et de sa manette à l'E3 2006.

Certains jeux ont beaucoup fait parler d'eux comme :
- Hellgate: London
- Red Steel (Ubisoft)
- Super Smash Bros. Brawl (Nintendo)
- The Legend of Zelda: Phantom Hourglass ainsi que l'épisode The Legend of Zelda: Twilight Princess
- Super Mario Galaxy (Nintendo)
- Sonic Next Gen (Sega)
- Metroid Prime 3: Corruption
- Final Fantasy XIII (Square-Enix)
- Metal Gear Solid 4: Guns of the Patriots (Konami)
- Resident Evil 5 (Capcom)
- Devil May Cry 4 (Capcom)
- Gears of War (Microsoft)

Les constructeurs Sony et Nintendo ont quant à eux présenté respectivement la PlayStation 3 et la Wii, leurs nouvelles consoles de salon, toutes deux prévues pour l'automne 2006.

## Liste des nommés

### Meilleur jeu original
- Assassin's Creed (PS3)
- Bioshock (Xbox 360)
- Gears of War (Xbox 360)
- LocoRoco (PSP)
- Spore (PC)
- Wii Sports (Wii)

### Meilleur jeu PC
- Crysis
- Enemy Territory : Quake Wars
- Hellgate: London
- Supreme Commander
- Spore

### Meilleur jeu console
- Assassin's Creed (PS3)
- Bioshock (Xbox 360)
- Gears of War (Xbox 360)
- Mass Effect (Xbox 360)
- Super Mario Galaxy (Wii)

### Meilleur Peripherique / Hardware
- Nintendo DS Lite
- Logitech G25 Racing Wheel (PC)
- PlayStation 3
- Wii
- Casque sans fil pour Xbox 360

### Meilleur jeu d'action
- Crysis (PC)
- Enemy Territory: Quake Wars (PC)
- Gears of War (Xbox 360)
- Lost Planet: Extreme Condition (Xbox 360)
- Resistance: Fall of Man (PS3)

### Meilleur jeu d'action/aventure
- Assassin's Creed (PS3)
- Bioshock (Xbox 360)
- God of War (PS2)
- Super Mario Galaxy (Wii)
- The Legend of Zelda: Twilight Princess (GCN/Wii)

### Meilleur jeu de combat
- Heavenly Sword (PS3)
- Mortal Kombat: Armageddon (PS2/Xbox)
- Tekken: Dark Resurrection (PSP)
- Virtua Fighter 5 (PS3)
- WWE SmackDown! vs. RAW 2007 (Xbox 360/PS3/PS2/PSP)

### Meilleur jeu de rôles
- Final Fantasy XII (Square Enix sur PlayStation 2)
- Hellgate : London (Flagship Studios/Namco Bandai Games sur PC)
- Mass Effect (BioWare/Microsoft Game Studios sur Xbox 360)
- Neverwinter Nights 2 (Obsidian/Atari sur PC)
- World of Warcraft: The Burning Crusade (Blizzard sur PC)

### Meilleur jeu de course
- Excite Truck (Wii)
- Formula One 06 (PS3)
- Gran Turismo HD (PS3)
- MotoGP '06 (Xbox 360)
- Test Drive Unlimited (Xbox 360, PC, PS2, PSP)

### Meilleur jeu de simulation
- Flight Simulator X (PC)
- Sid Meier's Railroads! (PC)
- Spore (PC)
- The Movies: Stunts and Effects (PC)
- Wii Music (Wii)

### Meilleur jeu de sport
- Madden NFL 07 (Xbox 360)
- Madden NFL 07 (Wii)
- NBA 2K7 (Xbox 360)
- NCAA Football 07 (Xbox 360/PS2/Xbox/PSP)
- Wii Sports (Wii)

### Meilleur jeu de stratégie
- Company of Heroes (PC)
- Le Seigneur des Anneaux : La Bataille pour la Terre du Milieu II (PC)
- Medieval 2: Total War (PC)
- Supreme Commander (PC)
- World in Conflict (PC)

### Meilleur jeu de puzzle
- Elite Beat Agents (DS)
- Guitar Hero 2 (PS2)
- LocoRoco (PSP)
- Lumines II (PSP)
- WarioWare: Smooth Moves (Wii)

### Meilleur jeu multijoueur online
- Battlefield 2142 (PC)
- Enemy Territory: Quake Wars (PC)
- Gears of War (Xbox 360)
- Huxley (Xbox 360)
- World of Warcraft: The Burning Crusade (PC)